# 北海華僑白話
華僑白話是一種粵語欽廉方言，主要由北海侨港镇的居民使用，他們大多都是1975年越南排華難民的後代。

## 簡介
華僑白話的語言主體其實就是北海话，但聲調尾音方面帶有濃厚的廣府元素，同時華僑白話並未具備有強烈地域色彩的邊擦音。如“三”，北海話：/ɬaːm˦˥/；華僑白話：/ʃaːm˥/